# Hercules Cortez
Alfonso Carlos Chicharro (7 de julho de 1932 - 24 de julho de 1971) foi um lutador profissional e ator espanhol, mais conhecido pelo nome de Hércules Cortez. Ele competiu na Espanha e em outras promoções de wrestling na Europa e na América do Norte, incluindo a American Wrestling Association e a International Wrestling Alliance  e, no momento de sua morte, era co-titular do AWA World Tag Team Championship.

## Carreira profissional de wrestling
Alfonso Carlos Chicharro iniciou sua carreira profissional na década de 1950 como Pepe Chicharro/Pepe Cortes na Espanha. Em 1958, ele competiu no Canadá e nos Estados Unidos usando o nome de Claude Dassary. Em 1960, Alfonso finalmente escolheu o nome "Hercules Cortez", como sugerido por sua esposa, Valeri. 
Uma marca registrada de Hércules Cortez foi uma pedra gigante que ele trouxe da Espanha, que colocava no ringue e desafiava outros a levantar. Ele viajou por todo o mundo lutando em muitos locais e territórios diferentes.  Ele também atuou em vários filmes na Espanha e em alguns filmes italianos.

## Morte
Em 1971, Cortez estava lutando na América e conquistou o AWA World Tag Team Championship com Red Bastien. Em 24 de julho de 1971, Hercules Cortez morreu de ferimentos sofridos em um acidente de carro perto de St. Cloud, Minnesota, no início da manhã. Cortez e Bastien estavam voltando para Minneapolis-St. Paul depois de uma luta de duplas em Winnipeg algumas horas antes. Hércules, que teria sido o motorista do carro, foi escalado para lutar contra Nick Bockwinkel mais tarde naquele dia. 

## Vida pessoal
Cortez era casado com uma mulher chamada Valeri. 

## Campeonatos e conquistas
- American Wrestling Association
  - AWA World Tag Team Championship ( 1 vez ) - com Red Bastien [1]
- Cauliflower Alley Club
  - Prêmio póstumo (2002)
- Aliança Internacional de Luta Livre
  - IWA World Heavyweight Championship (1 vez)
- Corporacion Internacional de Catch
  - Campeonato Espanhol de Pesos Pesados (1 vez)
- World Championship Wrestling (Australia)
  - IWA World Heavyweight Championship (1 vez)